# Rubus malvaceus
Rubus malvaceus es una especie de planta del género Rubus, perteneciente a la familia Rosaceae.

## Taxonomía
Rubus malvaceus fue descrita por Wilhelm Olbers Focke en 1909.

## Distribución
Se encuentra en el territorio de Java, islas menores de la Sonda, Tailandia y Vietnam.